# Hungerplan
Vous lisez un « article de qualité » labellisé en 2017.
Le Hungerplan (en français « Plan de la faim ») fait référence à la stratégie mise en place en 1941 par l'Allemagne nazie et son secrétaire d'État au ministère de l'Agriculture et de l'Alimentation, Herbert Backe, dans le cadre de la guerre contre l'Union soviétique. Elle prévoit que toute la nourriture produite dans les régions occupées par la Wehrmacht soit livrée aux troupes d'occupation et à la population du Troisième Reich. Les concepteurs de cette politique estiment que cette privation de nourriture aura pour conséquence une famine touchant 30 millions de personnes en Union soviétique. Ce plan est conçu et porté par un grand nombre de responsables de l'économie de guerre nazie. Même si son exécution échoue partiellement à cause de l'échec du Blitzkrieg sur le front soviétique, des dizaines de millions de Soviétiques souffriront de la famine et plusieurs millions en mourront.
Le Hungerplan a suscité un débat historiographique : s'agissait-il, dans le cadre du Plan de quatre ans développé par Hermann Goering, d'une planification détaillée de la famine découlant de la politique officielle du régime nazi et de son idéologie, ou plutôt du calcul économique des conséquences d'un approvisionnement de la Wehrmacht aux dépens des populations locales ? La plupart des historiens considèrent le plan comme la conséquence du racisme et de l'économie de guerre. À mesure de l'élaboration du plan, l'économie de guerre du Reich est dédiée tout entière aux impératifs de la Wehrmacht et du Reich allemand et rejoint ainsi, dans ses conséquences formulées explicitement et systématiquement justifiées par ses acteurs, la politique nazie d'extermination qui comprend l'élimination d'une grande partie de la population slave et la destruction de la totalité de la population juive.

## Planification du ravitaillement et risque de famine

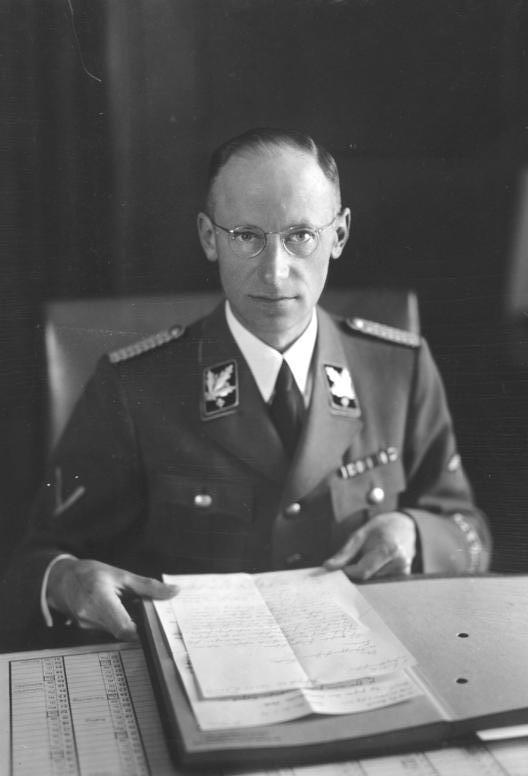
Herbert Backe en 1942.

L'Allemagne a connu lors de la Première Guerre mondiale des problèmes considérables de ravitaillement en nourriture,, et la situation n'est pas meilleure pendant la Seconde Guerre mondiale. En dépit des dispendieuses « batailles de la production » de l'agriculture allemande sous le Troisième Reich, la production agricole n'assure pas l'autosuffisance alimentaire. Herbert Backe, secrétaire d'État au ministère de l'Agriculture et de l'Alimentation, déclare le 14 février 1940 qu'il existe un risque « d'effondrement de la production alimentaire comparable à celui de 1918, dès la deuxième année du conflit ». « En décembre 1940, l'armée entière et la direction politique du Troisième Reich étaient convaincues que c'était la dernière année où ils pouvaient aborder la question alimentaire avec quelque assurance ».
Backe, idéologue racial doctrinaire proche de Walther Darré et de Reinhard Heydrich, dirige pour le Plan de quatre ans le groupe de travail consacré à l'alimentation et pense que l'attaque prochaine de l'Union soviétique doit pouvoir résoudre le problème alimentaire en Allemagne. L'estimation des excédents disponibles en Union soviétique s'avérant faible, il développe une stratégie permettant de pressurer ces ressources, tout en accélérant la guerre d'anéantissement à l'Est. En coupant les régions de production agricole des grandes régions de consommation de l'Union soviétique, et notamment des grandes régions industrielles, il doit ainsi être possible de garantir au Reich un excédent de 8,7 millions de tonnes de céréales.

### Discussion des secrétaires d'État du2 mai 1941
Une série de documents issus des instances dirigeantes de l'État et du parti nazi, comme de discours ministériels, attestent l'existence d'un plan concerté. Sept semaines avant le 22 juin 1941 et l'attaque allemande de l'URSS, une discussion entre plusieurs secrétaires d'État et des officiers supérieurs de la Wehrmacht est résumée par une note versée au dossier des conséquences économiques du Plan Barbarossa, le 2 mai 1941 :
« « Der Krieg ist nur weiter zu führen, wenn die gesamte Wehrmacht im 3. Kriegsjahr aus Rußland ernährt wird ». »
« Il ne sera possible de poursuivre la guerre que si la Russie nourrit l'ensemble de la Wehrmacht dès la troisième année du conflit. »

La veille de cette discussion, le ministre de la propagande Joseph Goebbels note dans son journal personnel : 
« „Backe trägt mir den Stand unserer Ernährung vor. Fleisch muß ab 2. Juni um 100 gr pro Woche gekürzt werden. Die Wehrmacht ist zu gut gestellt und verzehrt zuviel […] Im Brot können wir hoffen durchzukommen, wenn keine Erntekrise eintritt […] Bekommen wir ein drittes Kriegsjahr, dann zehren wir vom Brot die letzten Reserven auf […] Backe beherrscht übrigens sein Ressort meisterhaft. Bei ihm wird getan, was überhaupt nur möglich ist.“ »
« Backe me rapporte l'état de nos ressources alimentaires. La consommation de viande doit être réduite de 100 grammes par semaine dès le 2 juin. La Wehrmacht est trop bien servie et consomme trop.[…] Pour le pain, nous espérons nous en sortir, si les récoltes sont bonnes. Si la guerre dure trois ans, nous consommerons nos dernières réserves de pain. […] Backe maîtrise son sujet parfaitement. Il ne propose que ce qui est possible. »
Et il considère le problème résolu quelques jours plus tard : « Backe fait un exposé sur la situation alimentaire. Semblable à ce qu'il m'a relaté voici quelques jours. Encore quelques indications supplémentaires qui incitent à l'optimisme. Pourvu que la récolte soit bonne cette année. Ensuite, nous irons frapper et nous refaire une santé à l'Est ».
L'historien allemand Christian Gerlach a souligné dans son étude de 1999 le fait que ce document a été, en dépit de sa portée, trop peu utilisé. L'historien britannique Alex J. Kay a étudié en 2006 la genèse de cette concertation entre secrétaires d'État et son impact sur la politique allemande d'occupation. En l'absence d'une liste d'émargement Kay conclut, en recoupant plusieurs sources (journaux personnels, agendas) et la liste des récipiendaires du compte-rendu, à la présence des généraux Thomas et Wilhelm Schubert, et à celle très probable de Paul Körner, le représentant de Goering, Backe, von Hanneken, Friedrich Alpers et Friedrich Syrup, secrétaires ou sous-secrétaires d'État. Si les données du journal personnel d'Alfred Rosenberg sont exactes, il faut y ajouter Rosenberg, Jodl, Alfred Meyer, Gustav Schlotterer et Hans-Joachim Riecke. « Les minutes de la conférence ne précisent pas combien de millions de gens les Allemands entendaient affamer », Backe estimant toutefois le chiffre de la population excédentaire de l'Union soviétique de 20 à 30 millions de personnes ; d'après les notes du secrétariat du général Thomas, « si nous prenons ce dont nous avons besoin dans le pays, il est indubitable que des millions et des millions de gens mourront de faim ».
« Le protocole de la rencontre illustre la planification allemande pour l'occupation de l'Union soviétique. Il camoufle une décision délibérée sur la vie ou la mort de grandes parties de la population locale en la présentant comme un développement logique, presque inévitable et passe rapidement à des considérations pratiques ».

### Directives de politique économique, groupe de l'agriculture, le23 mai 1941

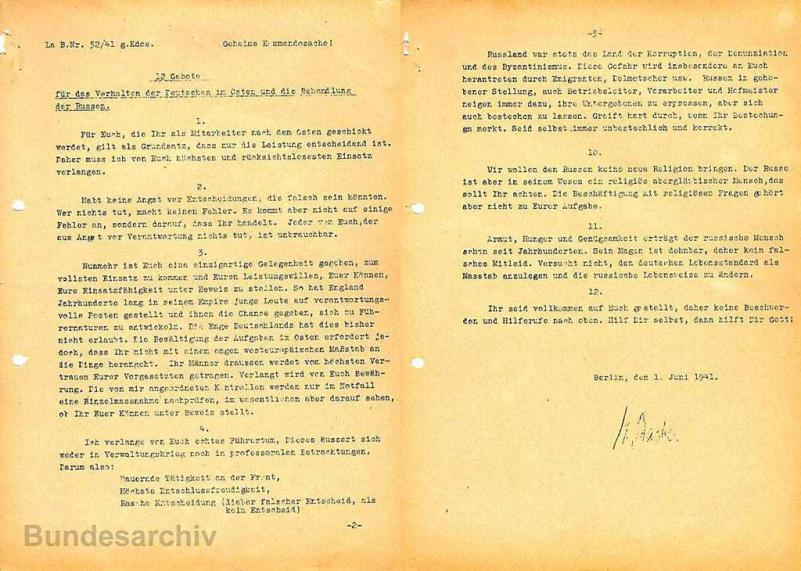
Extrait des 12 commandements du secrétaire d'État Backe, le 1 juin 1941.

Les « Directives de politique économique pour l'organisation économique Est du 23 mai 1941 » sont la synthèse écrite des conclusions auxquelles sont parvenus les secrétaires d'État trois semaines plus tôt. Elles rappellent dès l'introduction que l'insuffisance des récoltes agricoles de l'Union soviétique, en comparaison de ceux de la Russie impériale, est due à la nécessité de nourrir une population qui a crû de 30 millions, surtout dans les grandes villes: « Voici le cœur du problème. Ce n'est pas la qualité des récoltes, mais l'ampleur de la consommation interne qui détermine les excédents de céréales russes. […] C'est l'élément essentiel sur lequel nous devons établir nos mesures de politique économique. Car […] puisque l'Allemagne et l'Europe en général ont de toutes façons besoin de ces excédents, leur consommation doit être comprimée en proportion. […] Cette compression de la consommation est possible, car les régions excédentaires sont nettement séparées des régions consommatrices. […] Les régions excédentaires se trouvent au sud et au sud-est ainsi que dans le Caucase. Les régions déficitaires se trouvent principalement dans les zones boisées du nord. […] La population de ces régions, et spécifiquement des villes, sera donc confrontée à une famine sévère. […] Plusieurs dizaines de millions d'individus superflus mourront ou émigreront en Sibérie. »
Alors que ces directives restent un document interne aux services de l'organisation économique Est, plus de 10 000 responsables agricoles en reçoivent une version résumée par Backe le 1er juin 1941 : c'est le « dossier jaune »,. Backe ajoute à ce dossier ses « 12 commandements aux responsables agricoles ». Il y insiste sur la nécessité « de faire de la population notre instrument », et de trancher chaque question en se demandant « en quoi cela sert-il l'Allemagne ? » Afin d'atténuer les scrupules des responsables, il précise dans le 11e commandement : « L'homme russe supporte depuis déjà des siècles la pauvreté, la faim et la parcimonie. Son estomac est extensible, toute pitié est donc malvenue. ».
Selon ce document, l'Ukraine et le Caucase constituent des régions excédentaires, les Russies centrale et septentrionale des régions déficitaires. Le 20 juin 1941, le Reichsleiter Alfred Rosenberg déclare dans un discours aux représentants de la Wehrmacht, de l'État et du parti nazi : « L'alimentation du peuple allemand est la revendication majeure du programme de l'Est, et les régions méridionales comme celles du Caucase du Nord fourniront une compensation nécessaire au peuple allemand. Ces régions excédentaires n'ont pas à nourrir le peuple russe. Nous savons qu'il s'agit d'une dure nécessité, qui prévaut au-delà de toute sentimentalité. Les Russes se trouvent placés sans aucun doute dans la perspective d'une évacuation de grande ampleur, et devront faire face à des années très difficiles ». L'Ukraine ne produit toutefois qu'un léger surplus alimentaire, compte tenu des besoins de la population urbaine : selon Backe, « pour que l'excédent de céréales de l'Ukraine puisse satisfaire tout de suite les besoins allemands, il suffisait tout simplement d'exclure les villes soviétiques de la chaîne alimentaire ». « Ces directives, de même que le résumé de la réunion du 2 mai, qui constituent l'expression la plus sinistre des intentions allemandes envers la population civile de l'Union soviétique, envisagent la disparition de millions de personnes, soit par la famine, soit par l'« évacuation » de « bouches à nourrir inutiles ». »

### Directives de Goering pour l'économie: le «dossier vert»,juin 1941
« Les efforts pour sauver la population de la mort par la faim en puisant dans l'excédent des régions de terre noire ne sauraient être qu'aux dépens de l'approvisionnement alimentaire de l'Europe. Ils diminuent l'endurance de l'Allemagne dans la guerre et la résistance de l'Allemagne et de l'Europe au blocus. La clarté la plus totale s'impose à ce propos [...]. Toute requête de la population [locale] à l'administration allemande [...] est à rejeter d'emblée. »

— Extrait des Directives économiques pour les régions orientales nouvellement occupées

« S'il faut mourir de faim, que ce soient les autres, pas les Allemands. »

— Hermann Goering

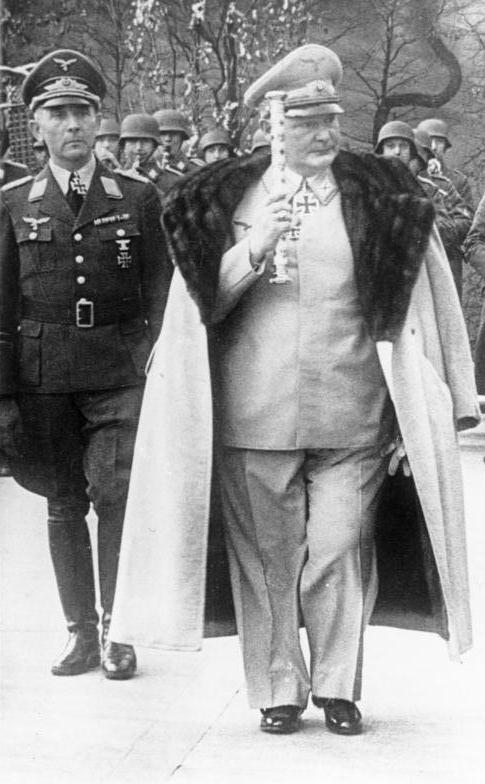
Goering avec Paul Conrath en 1942.

Les directives de politique économique sont également reprises dans les Directives économiques pour les régions orientales nouvellement occupées, le « dossier vert » ou manuel officiel d'occupation de l'Union soviétique publié par Hermann Göring, plénipotentiaire pour le Plan de quatre ans, le 16 juin 1941. La première édition du dossier vert est tirée à 1 000 exemplaires, la seconde un mois plus tard à 2 000 exemplaires. En raison de cette diffusion importante, le style de ce dossier vert est bien plus mesuré que celui des directives de politique économique, mais les deux documents concordent bien sur l'essentiel. Ils contiennent « en sus de règlements organisationnels, un rappel clair des principes édictés par les secrétaires d'État le 2 mai 1941. » Les préconisations du dossier vert s'appliquent tant à la désindustrialisation des régions soviétiques occupées qu'à la captation de leur production alimentaire, qui doit être réorientée de l'approvisionnement des villes soviétiques vers les besoins de la Wehrmacht et de la population allemande. Au commandement de la Wehrmacht, le général Georg Thomas est chargé par Goering de cette planification.
Le 8 novembre 1941, lors d'une réunion à laquelle il a notamment convoqué Alfred Rosenberg, ministre des Territoires occupés de l'Est et les commissaires du Reich pour l'Ostland et l'Ukraine, Goering revient sur sa volonté d'éviter une réduction supplémentaire des rations de la population allemande et indique que le sort des grandes villes, Leningrad en particulier, lui est complètement indifférent : « cette guerre connaîtra les plus grandes morts de masse depuis la guerre de Trente Ans ». Au cours du même mois, il déclare au ministre italien des affaires étrangères, le comte Galeazzo Ciano : « De 20 à 30 millions de personnes mourront de faim cette année en Russie. Et c'est sans doute très bien ainsi, car certains peuples doivent être décimés. » Le 6 août 1942, Goering « demande aux commissaires du Reich et aux commandants militaires réunis d'augmenter de manière drastique les contributions versées au Reich par les territoires occupés, et tance les hésitants [en déclarant] : vous pouvez me dire que vos populations meurent de faim. Peu m'importe. Qu'elles meurent, l'essentiel est qu'aucun Allemand ne tombe à cause de la faim » ; à la suite de cette nouvelle instruction, le commissaire du Reich pour l'Ukraine, Erich Koch, estime que « la question de l'alimentation de la population civile est parfaitement négligeable ».
Les procureurs du procès de Nuremberg ont retenu contre Goering le « dossier vert » et le compte-rendu de la discussion des secrétaires d'État du 2 mai 1941. Selon l'énoncé du verdict, il a été condamné à mort notamment et explicitement en raison « du pillage et de la destruction de toute industrie dans les régions pauvres en nourriture » et également « du détournement des ressources alimentaires des régions excédentaires au profit de l'Allemagne ».
Plusieurs indices montrent que ce plan de la faim prévoyait la mort de 30 millions de personnes,,, et ce avec l'aval des plus hauts responsables du Troisième Reich, comme Hitler, Goering et Himmler.

## Mise en œuvre et conséquences

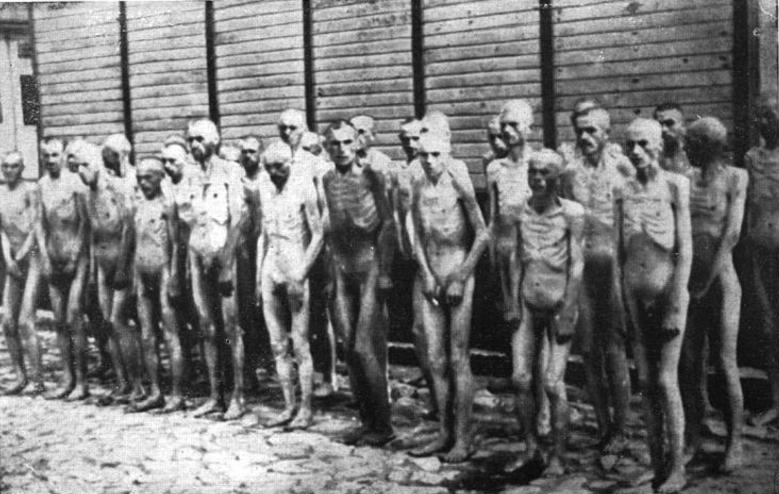
Prisonniers de guerre soviétiques au camp de Mauthausen.

Les responsables du bureau économique pour l'Est observent, dans leur rapport conclusif L'Économie de guerre sur le théâtre des opérations Est pour les années 1941 à 1943, que la production céréalière des régions occupées a décru de 23,2 millions de tonnes avant la guerre à 11,7 millions de tonnes en 1942. Cette production déjà réduite de moitié doit encore subvenir aux besoins de la Wehrmacht et de la population du Reich. Selon les calculs de l'office de statistiques du Reich, 4 372 339 tonnes de céréales, 495 643 tonnes de viande, 723 450 tonnes d'huile et de matières grasses, ainsi que 1 895 775 tonnes de pommes de terre ont été détournées par les forces d'occupation allemandes dans les territoires occupés de l'Union soviétique jusqu'à l'été 1943 : « Si l'on rapporte [...] ces prélèvements globaux à la ration minimale tout juste suffisante à un habitant pour survivre [...], il apparaît clairement que l'on ne pouvait que mourir de faim dans les territoires soviétiques occupés ». Il faut y ajouter, d'après les statisticiens contemporains, les produits alimentaires consommés immédiatement par les troupes ou saisis à titre de butin « qui, tout en représentant des quantités moindres, étaient néanmoins considérables », ainsi que l'approvisionnement des citoyens du Reich affectés à l'Est, notamment les fonctionnaires et le personnel des entreprises. Götz Aly estime à partir de ces données que c'est la ration alimentaire nécessaire à 21,2 millions de personnes qui est ainsi détournée, ce qui dans un contexte de guerre signifie la famine pour un nombre encore plus grand d'individus.
Plusieurs millions de personnes sont mortes de faim en Union soviétique en raison du pillage économique à grande échelle mené par les forces d'occupation. Cependant, le manque de troupes disponibles empêchant une victoire rapide, la situation militaire devient défavorable à l'Allemagne, et les plans de la bureaucratie nazie ne sont pas appliqués intégralement. Selon l'historien Alex J. Kay, l'objectif consistant à séparer de façon étanche les régions excédentaires des régions déficitaires est vite considéré comme trop ambitieux, et le « plan famine » n'aurait donc pas été appliqué en pratique de la façon dont il avait été conçu.
17 millions de civils soviétiques sont morts sur le terrain germano-russe de la Seconde Guerre mondiale, dont sept millions à la suite de privations ou en raison de conditions de vie insupportables. Selon Christian Hartmann, historien à l'Institut d'histoire contemporaine, « la moitié de l'ensemble des civils soviétiques a souffert de la faim sous l'occupation allemande ». La population urbaine de Leningrad, du bassin du Donetsk, de l'Ukraine et de la Crimée est particulièrement touchée. Dans la seule ville de Karkhov, 14 000 personnes meurent de faim avant la fin de l'année 1942. L'échec précoce du Blitzkrieg entraîne la modification du plan initial et l'application d'une famine sélective et meurtrière envers la population juive et les prisonniers de guerre soviétiques. De quatre à sept millions de personnes meurent de faim. L'historien Timothy Snyder estime que 4,2 millions de citoyens soviétiques sont morts de la famine sciemment provoquée par l'occupant allemand entre 1941 et 1944.
Les principales victimes de la famine sont, à côté des habitants des grandes villes, notamment de Leningrad qui compte environ un million de morts,, les individus jugés sacrifiables en raison des critères racistes de l'idéologie nazie et ceux dont l'utilité pour l'économie de guerre était contestée  — les prisonniers de guerre soviétiques qui ne travaillent pas doivent mourir de faim selon le chef du quartier-général de l'armée de terre Eduard Wagner —, les Juifs, les handicapés et les patients internés en psychiatrie. Sur un total de 5,7 millions de soldats de l'Armée rouge prisonniers, 3,1 millions meurent, dont 2,6 millions de faim et des conséquences des marches forcées. Selon Snyder, ces hommes ont été « sciemment mis à mort, ou en tous cas l'intention de les laisser mourir de faim était parfaitement claire. Si l'Holocauste n'avait pas eu lieu, ce serait le plus grand crime de guerre dont on se rappellerait ». Cette analyse est partagée par l'historien Adam Tooze selon lequel « si l'horloge s'était arrêtée début 1942, ce programme de meurtres de masse serait resté le plus grand crime du régime hitlérien ».
Grâce au Hungerplan et aux politiques de réquisition dans l'ensemble des territoires occupés, en Allemagne, « le niveau des rations alimentaires [...] restaurait quotidiennement la confiance du peuple dans ses dirigeants ».

## Historiographie

### Plan de la faim ou politique de la famine
Josué de Castro, expert en questions alimentaires mondiales et président de la FAO, écrit dès 1952 : « Le Troisième Reich a mené une politique discriminatoire fondée sur l'accès à l'alimentation. Le Hungerplan organisé par le Troisième Reich avait une base scientifique et poursuivait un but clair : il était une arme de guerre puissante, efficace et globale. » Alexander Dallin est le premier historien à faire référence au plan de la faim, dans son étude de 1957 German Rule in Russia. Il inscrit le vol planifié des ressources alimentaires par l'occupant dans une « géopolitique de la faim » et le présente comme « un plan auquel contribuèrent tout autant les états-majors que le ministère de Rosenberg. »
Adam Tooze, historien britannique spécialiste de l'histoire économique sous le national-socialisme, utilise le terme de « Plan de la faim », qu'il considère comme un programme de meurtres de masse, à l'instar de la Solution finale, qui « envisageait ouvertement la tuerie de millions de personnes dans les douze premiers mois de l'occupation allemande ». Le terme de « Plan » est également présent dans l'ouvrage de Götz Aly et Susanne Heim, Vordenker der Vernichtung, paru en 1991, comme chez Gerlach.
Götz Aly parle d'une « politique générale qui consistait à affamer les populations » ; Rolf-Dieter Müller utilise ce concept pour caractériser l'avancée de la recherche historique : « Les recherches récentes corroborent le rôle décisif de la politique de la famine dans le processus nazi d'occupation et d'anéantissement. » Le terme est repris par l'historien Hans-Heinrich Nolte en 2009 : « Le Troisième Reich a mis en place sciemment une politique de la famine visant à éliminer plusieurs millions de personnes, afin de nourrir ses troupes d'occupation en URSS, de favoriser les finances du Reich, mais également pour dépeupler durablement un territoire voué à la colonisation. Cette politique a entraîné la mort d'environ 6 millions de citoyens soviétiques. »

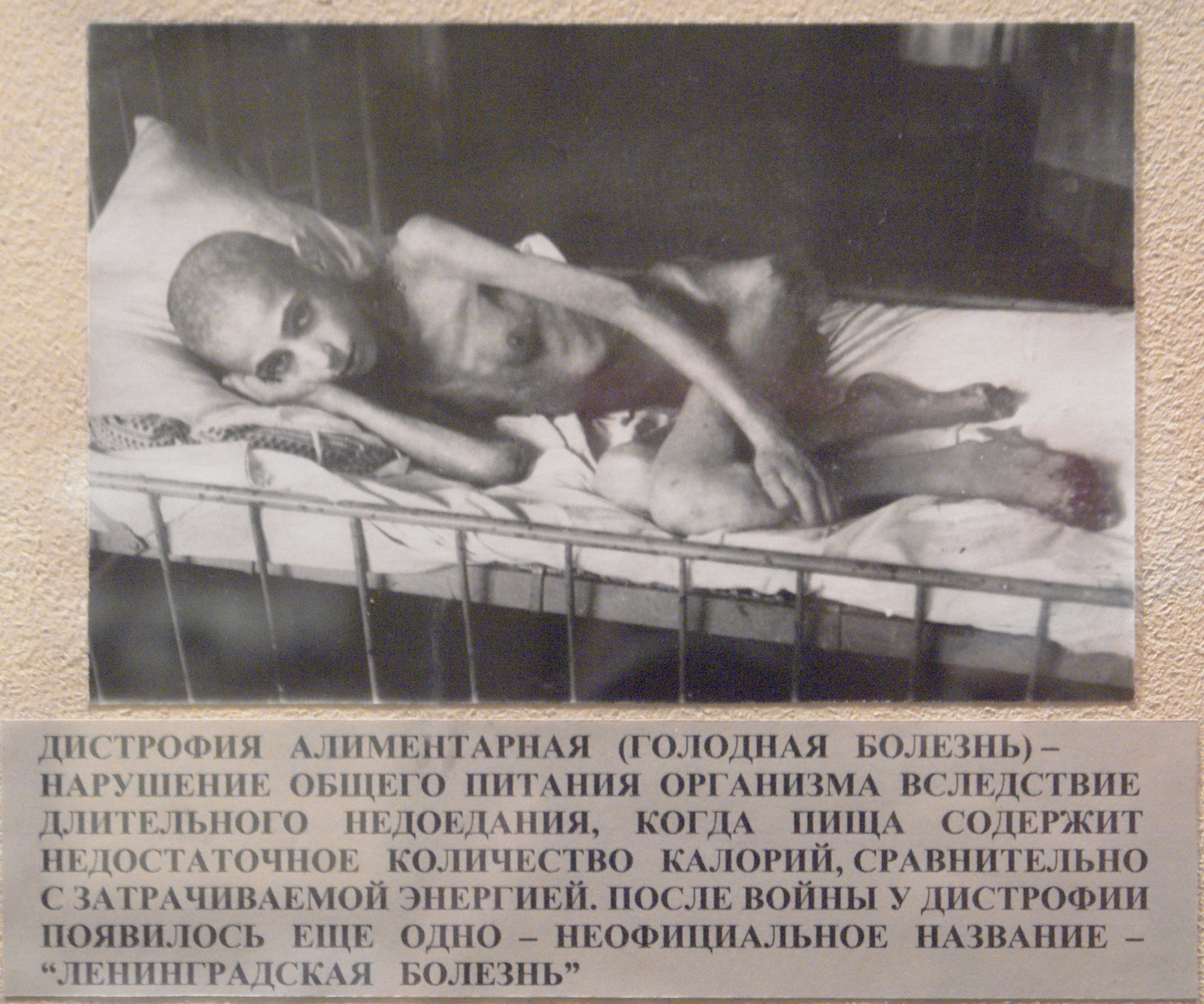
Une victime de la malnutrition pendant le siège de Leningrad.

L'historien Jörg Ganzenmüller associe le siège de Leningrad, qui cause la mort d'environ un million de personnes entre 1941 et 1944, au concept de « politique de la famine », qui « joue un rôle fondamental dans le génocide de Leningrad. » Selon Ganzenmüller, cette politique planifiait la désindustrialisation et la destruction de toutes les villes d'importance en URSS. Il s'appuie sur le journal personnel de Franz Halder à la date du 8 juillet 1941 : « Le Führer a décidé de raser Moscou et Leningrad, afin d'empêcher qu'il y reste quiconque que nous devrions nourrir pendant l'hiver ».
Selon Dieter Pohl, les habitants de l'Union soviétique étaient considérés comme « des hommes de deuxième classe. Pour le succès du plan de Backe, il était essentiel qu'une grande partie de la population de l'Union soviétique meure de faim ou fuie vers l'Est. […] Que des plans d'une telle ampleur criminelle aient pu être discutés sérieusement avec la Wehrmacht, cela montre assez la considération des planificateurs envers les droits de l'homme, en ce printemps 1941 ».
L'historien canadien Robert Gellately estime qu'avec le Hungerplan, qui « avait la bénédiction d'Hitler, la plus grande famine planifiée de l'histoire de l'humanité prend forme ».
Pour l'historien Timothy Snyder le Hungerplan est l'un des quatre plus grands projets criminels nazis : « un Blitzkrieg qui devait détruire l'Union soviétique en quelques semaines, un Hungerplan destiné à faire mourir de faim 30 millions de personnes en quelques mois, une Solution finale qui devait anéantir les Juifs d'Europe, et un Generalplan Ost qui devait transformer l'Ouest de l'Union soviétique en colonie allemande ».

### Analyses des historiens
Il n'existe pas de consensus quant au Hungerplan : s'agissait-il de prévisions ou plutôt d'un plan impératif, dont les dispositions devaient être effectivement réalisées ? Pour la plupart des historiens, les besoins de l'économie de guerre allemande ont été définis en lien direct avec la politique nazie d'anéantissement des Slaves, les contraintes économiques nées de la guerre servant à justifier certains aspects de cette politique d'élimination, et inversement. « Ni le haut-commandement de la Wehrmacht, ni la direction de l'agriculture ne s'inquiétaient de la famine à venir de plusieurs millions de Soviétiques. Au contraire, ces prévisions amenèrent des mesures plus extrêmes encore, car on voulait éviter que ces hommes condamnés à la mort ne mettent en danger la sécurité et l'économie. Ces prétendues contraintes mises à part, l'aveuglement idéologique des cercles dirigeants du troisième Reich était tel que tout scrupule était impossible. »
L'historien Christian Gerlach estime en 1990 que les directives économiques allemandes à l'Est ont été un instrument de la politique d'anéantissement nazie. Cette analyse est partagée, en 2006, par Alex J. Kay, d'accord avec Christian Gerlach pour reconnaître l'implication de l'armée et des officiels nazis, mais conclut cependant que la planification était trop peu avancée pour constituer un plan opérationnel. Les planificateurs n'avaient pas en particulier de vision précise du bouclage des régions excédentaires et déficitaires. En 2005, Rolf-Dieter Müller doute cependant que l'on puisse « parler d'un « plan de la famine » au sens strict, c'est-à-dire d'un plan qui relierait de façon impérative l'ensemble des projets et actions de services différents. » Il considère que si la Wehrmacht comme institution est bien impliquée, par la question de l'alimentation, dans la tuerie de masse et la Shoah, cela ne peut s'expliquer par la seule volonté de sécuriser les approvisionnements, au besoin par le pillage et l'exploitation : « Au moins pour les plus hauts dirigeants du Reich, la volonté d'anéantissement s'exprime très concrètement dans la politique de la famine menée envers les civils de l'Union soviétique. »
Le chercheur américain Christopher Browning et son collègue allemand Jürgen Matthäus, responsables d'une unité de recherche au United States Holocaust Memorial Museum, ne voient pas, en 2004, de contradiction, mais plutôt une synergie entre la politique idéologique d'anéantissement des Slaves et la planification d'une économie de guerre : « Depuis le début, la planification économique de l'opération Barbarossa implique une décimation démographique — un empressement non seulement à accepter mais à imposer de stupéfiantes pertes en vies humaines dans la population civile des territoires soviétiques conquis ».
Klaus Jochen Arnold (en 2004) estime, à propos du rôle de la Wehrmacht dans l'occupation consécutive à l'opération Barbarossa, qu'il ne pouvait être question d'un Hungerplan, d'une politique de la famine, visant explicitement une extermination de masse. « Il n'a pas existé, avant le début de la guerre, de Hungerplan établi et contraignant, mais bien une volonté de Hitler et Backe de laisser mourir de faim des millions de personnes » ; la famine serait d'abord la conséquence d'une guerre qui se radicalise de tous côtés. L'historien Gert C. Lübbers conteste en 2010 que le Hungerplan ait été un élément essentiel de la guerre, car il ne devait entrer en vigueur qu'après la victoire, en même temps que le Generalplan Ost. Selon Lübbers et Arnold, on a exagéré l'importance de la concertation des secrétaires d'État du 2 mai 1941, dont le procès-verbal rapporte des travaux en cours, et non des décisions, d'autant plus que le ministre Rosenberg n'était pas présent. 
Adam Tooze (en 2006) voit dans le procès-verbal de la réunion du 2 mai 1941 « un des documents administratifs les plus exceptionnels de l'histoire du troisième Reich », en particulier en raison de la formule : « Cela signifie sans aucun doute la mort par famine de plusieurs dizaines de millions de personnes », révélatrice d'une « langue bien plus crue et plus brutale que celle employée pour le traitement de la question juive. » Le même auteur estime en 2006, dans son ouvrage Le Salaire de la destruction, que « la question de la nourriture [...] donna au Reich une brutale incitation économique à tuer sur une plus grande échelle encore que l'Holocauste » et que le Hungerplan a produit « un plan de massacre en masse éclipsant même le programme de Wannsee ». Pour Johannes Hürter, en 2006, on doit plutôt parler d'un « calcul de la faim », car « un pillage aussi radical des bases mêmes de la subsistance de la population locale, qui devait causer la famine de plusieurs millions de Russes, s'il n'était pas clairement programmé, était au moins sciemment escompté » ; la famine n'aurait pas été employée, à l'exception du blocus de Léningrad, comme une arme de guerre, mais plutôt comme « la conséquence inévitable de l'amélioration économique des troupes d'occupation comme de la Patrie ». Les conséquences criminelles de cette politique, dans laquelle stratégie militaire et calcul économique se mêlaient à l'idéologie raciste du Lebensraum, ne furent pas prises en compte.
Pour Timothy Snyder, en 2011, c'est bien Hitler et lui seul qui inspire ces directives du 23 mai 1941. À la différence de la famine résultant de la collectivisation forcée et de la dékoulakisation menées par Joseph Staline en Ukraine (Holodomor), qui est plus « la conséquence tout d'abord d'une inefficacité et de taxes trop élevées, ensuite de réquisitions de représailles », dans le Hungerplan de 1941 « Hitler avait bien planifié d'avance la mort d'une population soviétique inopportune. » Le plan de la faim de 1941 reflétait donc la politique officielle allemande : il « visait le retour à une Union soviétique préindustrielle, avec bien moins d'habitants, moins d'industrie et aucune grande ville. »
Quant à Christian Hartmann, en 2011, il interprète la « stupéfiante impassibilité » avec laquelle les planificateurs élaborent dès avant le début de la guerre la famine de plusieurs millions de personnes comme la fusion « des plans génocidaires et économiques. »
Les auteurs d'un recueil de documents consacré en 2012 au traitement des prisonniers de guerre soviétiques par les forces d'occupation allemandes critiquent les sources étudiées par Gerlach et d'autres, en montrant qu'elles ne font pas la preuve d'un plan de la faim visant les soldats de l'Armée rouge prisonniers. Tout au plus ces sources montrent-elles que « leur alimentation avait été volontairement et sévèrement réduite », en raison de facteurs inhérents au Blitzkrieg.
Pour Christian Ingrao, en 2010 et en 2016, le « plan famine » contribue au mécanisme plus général de dépopulation (Rückvolkung), consubstantiel des plans de colonisation allemands en Union soviétique, notamment élaborés dans le cadre du Generalplan Ost.